# Port lotniczy Nasosnaja
Port lotniczy Nasosnaja – port lotniczy położony w Nasosnaja, w Azerbejdżanie. Jest używany przez Siły Zbrojne Azerbejdżanu. Posiada jedną drogę startową o długości 2504,8 metra.